# 圣尼科洛杰雷
圣尼科洛杰雷（義大利語：San Nicolò Gerrei）是意大利撒丁大区南撒丁省的一个市镇。总面积62.64平方公里，人口897人，人口密度14.3人/平方公里（2009年）。ISTAT代码为092058。